# 李九松
李九松（1934年11月—2020年1月29日），江蘇海門人，上海滑稽演員、笑星、独脚戏代表性传承人。以表演《老娘舅》而知名。曾任中国曲艺家协会会员、上海曲艺家协会会员，上海戏剧家协会会员、上海独脚戏艺术传承中心（上海市人民滑稽剧团）表演艺术家、艺术顾问。

## 生平
李九松出身戏曲世家，其父是文明戏艺人李明扬。李先后拜师崔文轩、文彬彬学艺，6岁即登台表演。曾表演過滑稽戏《苏州两公差》、《孝顺儿子》、独脚戏《头头是道》、《补婚》、《征婚》、小品《沐浴》以及电视系列小品《老娘舅》。與王汝剛多次搭檔演出。
2019年2月9日，李九松和李青、周艺凯、刘福生、谭义存、方艳华、郭明敏等滑稽艺术家來到中国大戏院为独脚戏《石库门的笑声》助陣。
2019年3月，李九松在上海东方艺术中心和王汝刚搭档演出《阿福上生意》。8月9日，李九松为独脚戏艺术中心青年演员举办讲座。11月初，李九松和王汝刚一同去松江區为劳动模范朱良才80岁生日祝寿。
2019年11月18日，李九松因糖尿病并发胆总管阻塞昏迷入院。2020年春節前，李九松又因胆囊炎并发症住進重症监护室，並於同年1月29日下午16:26分在上海复旦大学附属中山医院逝世，享年86岁。